# Richard Calverley
Richard William Calverley (geboren 1843 in Beaufort Vale, nahe Bathurst, Südafrika; gestorben am 11. Juli 1919 in Umtata) gilt als Gründer der Stadt Umtata, die später in Mthatha umbenannt wurde.

## Hintergrund
Im Jahr 1868 erlaubte König Ngangalizwe, der damalige Anführer der Volksgruppe der Thembu, ihm und anderen Europäern sich am Westufer des Flusses Umtata anzusiedeln. Diese Ansiedlungspolitik diente dazu, eine Pufferzone zwischen den Thembu und den mit ihnen verfeindeten Pondo zu schaffen, und dadurch die Grenzkriege zu beenden. Zu den frühen Siedlern zählte neben Calverley auch der Missionar der Church of England und spätere Bischof Henry Callaway, der auf seiner Farm eine große Siedlung errichtet hatte. Diese Ansiedlung bildete den Ausgangspunkt für die von Calverley gegründete Stadt Umtata, in der er der erste Chief Constable war. Calverley verkaufte seinen Besitz später an die Anglikanische Kirche.

## Familie
Calverley war der Sohn des 1820 mit seinen Eltern aus England nach Südafrika eingewanderten Siedlers Richard Calverley (1810–1854) und dessen Frau Harriet Elizabeth (geborene Wheeler, 1811–1898). Er hatte mehrere Geschwister:
- Mary Anne Elizabeth Calverley (1835–1902)
- Thomas William Calverley (1837–1876) ⚭ Caroline Benetta Barr (1844–1903)
- Sarah Calverley (1838–1914)
- Elizabeth Calverley (* 1841) ⚭ 1861 mit James Nugent
- Harriet Calverley (1845–1894)
- James Calverley (1850–1931)
- Ann Calverley (1853–1939)

Calverley war seit 1863 mit Mary Ann (geborene Sharpley, 1845–1893) verheiratet, mit der er mehrere Kinder hatte:
- Georgina Mary Calverley (* 1872) ⚭ 13. Februar 1892 mit William John Kelly (* 1864)
- Evelyn Laura Annie Calverley (* 1881) ⚭ 11. Juni 1900 mit Benjamin Ernst Cotterell, geboren 1874
- Thomas William Calverley
- Wilton Calverley